# Heinz-Helmut Lüger
Heinz-Helmut Lüger (* 1. August 1946 in Papenburg, Ems) ist ein deutscher Sprachwissenschaftler, Romanist und Germanist. Von 1998 bis 2011 war er als Universitätsprofessor für Linguistik und Didaktik des Französischen an der Universität Koblenz-Landau und Leiter des Instituts für Romanistik am Campus Landau tätig. Seine Hauptarbeitsgebiete sind die Text- und Medienlinguistik, Phraseologie, Gesprächsanalyse und Frankreichforschung. Er ist Autor mehrerer Monographien, Herausgeber zahlreicher Sammelbände, Schriftleiter der Online-Zeitschrift Beiträge zur Fremdsprachenvermittlung (bzf) und Mitbegründer der Michel-Bréal-Gesellschaft.

## Leben und Wirken
Heinz-Helmut Lüger legte 1966 das Abitur am Gymnasium Papenburg/Ems ab. Nach dem Wehrdienst nahm er im Sommersemester 1968 ein Studium in den Fächern Sport, Französisch und Philosophie an der Albert-Ludwigs-Universität Freiburg i. Brsg. auf. 1971/72 verbrachte er ein Schuljahr als Lehrassistent (Assistant d’allemand) an einem französischen Gymnasium in Orsay (Essonne) bei Paris. Das Erste Staatsexamen in Französisch und Sport legte er 1974, im Fach Deutsch 1980 ab. Die Promotion zum Dr. phil. mit einer Dissertation zur französischen Boulevardpresse (Betreuer: Ernst-Ulrich Große) erfolgte 1977. Am Ende des Referendariats von 1977–79 folgte das Zweite Staatsexamen. Von 1979–80 arbeitete Lüger als Gymnasiallehrer, von 1980–85 als DAAD-Lektor an der Universität Clermont-Ferrand (Frankreich). Nach einem DAAD-Stipendium (1985/86) war er 1987/88 als freier Mitarbeiter am Deutschen Institut für Fernstudien in Tübingen und von 1989–98 als Wissenschaftlicher Angestellter am Sprachlehrinstitut der Universität Konstanz (Sektion Deutsch als Fremdsprache) tätig.
1997/98 habilitierte sich Lüger an der Universität Konstanz mit einer Schrift zur Phraseologie und erwarb die Venia legendi für Germanistische Sprachwissenschaft. 1998 wurde er zum Univ.-Professor für Romanistik an der Universität Koblenz-Landau berufen und übernahm die Leitung des Instituts für Romanistik am Campus Landau.
In den Jahren 2012 und 2018 hatte er Gastprofessuren für Germanistische Linguistik an den Universitäten Szeged (Ungarn) und Katowice (Polen) inne.
1990 übernahm er die Schriftleitung der seit 1977 existierenden und seit 2004 im Landauer Verlag Empirische Pädagogik erscheinenden Beiträge zur Fremdsprachenvermittlung (bzf), seit 2003 ist er Mitherausgeber der Landauer Schriften zur Kommunikations- und Kulturwissenschaft (LSKK). Im Jahre 2008 war Lüger maßgeblich an der Gründung der Michel-Bréal-Gesellschaft beteiligt.
Neben der Dissertation und der Habilitationsschrift hat Heinz-Helmut Lüger sechs weitere monographische Werke verfasst. Das zuerst 1983 und 1995 in überarbeiteter Fassung erschienene Germanistische Arbeitsheft Pressesprache zählt zu den „drei germanistischen Meilenstein-Publikationen“ der Medienlinguistik. Lüger ist (Mit-)Herausgeber von über 20 Sammelbänden und hat mehr als 160 Aufsätze zur Medienlinguistik, Phraseologie, Sprachdidaktik, Pragmatik, Höflichkeitsforschung, Gesprächs- und Diskursanalyse, Politolinguistik, interkulturellen Linguistik und Translationswissenschaft, zur Landeskunde Frankreichs, zum Wirken Michel Bréals und zur Sprachverwendung in der Literatur verfasst. Zu seinem 65. Geburtstag gaben zwei seiner Schüler eine Festschrift für ihn heraus.

## Schriften

### Monographien (Auswahl)
- 1979: La presse française – ein landeskundliches Paradigma für den Französischunterricht. Gerbrunn: Lehmann.
- 1983: Pressesprache. Tübingen: Max Niemeyer. 2., neu bearbeitete Aufl. 1995.
- 1987: (mit Ernst Ulrich Große) Frankreich verstehen. Eine Einführung mit Vergleichen zu Deutschland. Darmstadt: Wissenschaftl. Buchgesellschaft. 6., vollständig überarbeitete Aufl. 2008.
- 1992: Sprachliche Routinen und Rituale. Frankfurt a. M.: Peter Lang.
- 1993: Routinen und Rituale in der Alltagskommunikation. Berlin: Langenscheidt.
- 1999: Satzwertige Phraseologismen. Eine pragmalinguistische Untersuchung. Wien: Edition Praesens.

### Herausgegebene Sammelbände (Auswahl)
- Michel Bréal. Semantik. Wissenschaft der Bedeutungen. Übersetzt und herausgegeben von Heinz-Helmut Lüger / Christine Bergdoll     / Gabriele Straßer. Landau: VEP 2020.
- Deutsch als Fremdsprache – Didaktische und sprachwissenschaftliche Perspektiven. Hrsg. von Hana Bergerová / Heinz-Helmut     Lüger / Georg Schuppener. Wien: Praesens 2019.
- Kollektives Gedächtnis und europäische Nachbarschaftsbilder. Beiträge aus kulturlinguistischer Perspektive. Hrsg. von Waldemar Czachur / Heinz-Helmut Lüger. Landau: VEP 2018.
- Phraseologie als Schnittstelle von Sprache und Kultur. 2 Bde. Hrsg. von Zofia Berdychowska / Heinz-Helmut Lüger / Czesława Schatte / Grażyna Zenderowska-Korpus. Frankfurt a. M.: Peter Lang 2017.
- Medienlinguistik und interdisziplinäre Forschung II: Kontrastive Ansätze im medial geprägten Kontext. Hrsg. von Zofia Bilut-Homplewicz / Anna Hanus / Heinz-Helmut Lüger / Agnieszka Mac. Frankfurt a. M.: Peter Lang 2017.
- Michel Bréal: Landau – Marathon – Paris. Hrsg. von Heinz-Helmut Lüger / Asmus Kaufmann / Martin Schwarzweller. Landau: VEP 2016.
- Kontrastive Medienlinguistik. Hrsg. von Heinz-Helmut Lüger / Hartmut E. H. Lenk. Landau: VEP 2008.
- Michel Bréal – Grenzüberschreitende Signaturen. Hrsg. von Hans W. Giessen / Heinz-Helmut Lüger / Günther Volz. Landau: VEP 2007.
- Entwicklungen und Innovationen in der Regionalpresse. Hrsg. von Françoise Hammer / Heinz-Helmut Lüger. Landau: Knecht 2005.
- Deutsche und französische Medien im Wandel. Hrsg. von Cornelia Frenkel / Heinz-Helmut Lüger / Stefan Woltersdorff. Landau: Knecht 2004.
- Im Blickpunkt: das ELSASS. Hrsg. von Heinz-Helmut Lüger. Landau: Knecht 2003.
- Höflichkeitsstile. Hrsg. von Heinz-Helmut Lüger. Frankfurt a. M.: Peter Lang, 2001, 2. Aufl. 2002.
- Phraseologie und Phraseodidaktik. Hrsg. von Martine Lorenz-Bourjot / Heinz-Helmut Lüger. Wien: Edition Praesens 2001.